# Triodoglossum
Triodoglossum là chi thực vật có hoa trong họ Apocynaceae.